# Belgijska Galija
Belgijska Galija (lat. Gallia Belgica ili Belgica Prima), starorimska provincija na području današnje Francuske i Belgije koja je nastala nakon Augustove podjele provincije Galije. Glavni grad Belgijske Galije bio je Durocortorum (Reims). 

## Značanji gradovi
- Augusta Suessionum (Soissons)
- Augusta Treverorum (Trier)
- Bagacum (Bavay)
- Portus Itius, kasnije Gesoriacum, te Bononia (Boulogne-sur-Mer)
- Caesaromagus (Beauvais)
- Catalauni (Châlons-en-Champagne)
- Divodurum (Metz)
- Durocortorum (Reims)
- Mediolanum (Évreux)
- Samarobriva (Amiens)
- Tullum (Toul)
- Vesontio (Besançon)
- Virodunum (Verdun)